# Karl Enderlein (Maler)
Ewald Max Karl Enderlein (* 9. Mai 1872 in Leipzig; † 1954 in Dresden) war ein deutscher Maler und Graphiker.
Nach einer Lehre als Lithograph studierte Enderlein an der Kunstakademie Dresden bei Ferdinand Wilhelm Pauwels und Leon Pohle. 1904 begann seine Ausstellungstätigkeit. 1906 stellte er bei der Großen Berliner Kunstausstellung aus und 1907 bei der Deutsch-Nationalen Kunstausstellung in Düsseldorf.
Nach dem Studium war er zunächst beim Verlag Otto Maier als Illustrator tätig. Zum Märchenbuch Riesen und Zwerge (Gebrüder Grimm) sowie für die Zeitschriften Österreichs Deutsche Jugend und Die Woche für die Deutsche Jugend lieferte er Illustrationen. Von 1913 bis 1947 war er Lehrer an der Kunstgewerbeschule Dresden. 1953 war er auf der Dritten Deutschen Kunstausstellung in Dresden vertreten.
Neben graphischen Arbeiten widmete er sich in seinem künstlerischen Schaffen vor allem Landschaften, Blumenstücken und Genrethemen in Aquarell und Öl.

## Werke (Auswahl)
- Feldweg im Hochland (Pastell, um 1920)[3]
- Im Vorortzug (Zeichnung, Tusche, 1928; ausgestellt 1953 auf der Dritten Deutschen Kunstausstellung)[4]
- Frühling (Zeichnung, 1948; ausgestellt 1953 auf der Dritten Deutschen Kunstausstellung)[5]
- Winter (Zeichnung, 1948; ausgestellt 1953 auf der Dritten Deutschen Kunstausstellung)[6]
- Bauersmann (Holzschnitt; ausgestellt 1953 auf der Dritten Deutschen Kunstausstellung)[7]